# 博尔德 (上比利牛斯省)
博尔德（法語：Bordes，法語發音：[bɔʁd]）是法国上比利牛斯省的一个市镇，属于塔布区。

## 地理
博尔德（43°12'9"N, 0°13'32"E）面积11.22 平方千米，位于法国奧克西塔尼大區上比利牛斯省，该省份为法国西南部内陆省份，北至热尔省，西接大西洋比利牛斯省，南与西班牙接壤，东临上加龙省。
与博尔德接壤的市镇（或旧市镇、城区）包括：桑佐、昂戈、克拉拉克、莱斯普埃、莱兹、韦尤、佩罗布、图尔奈。

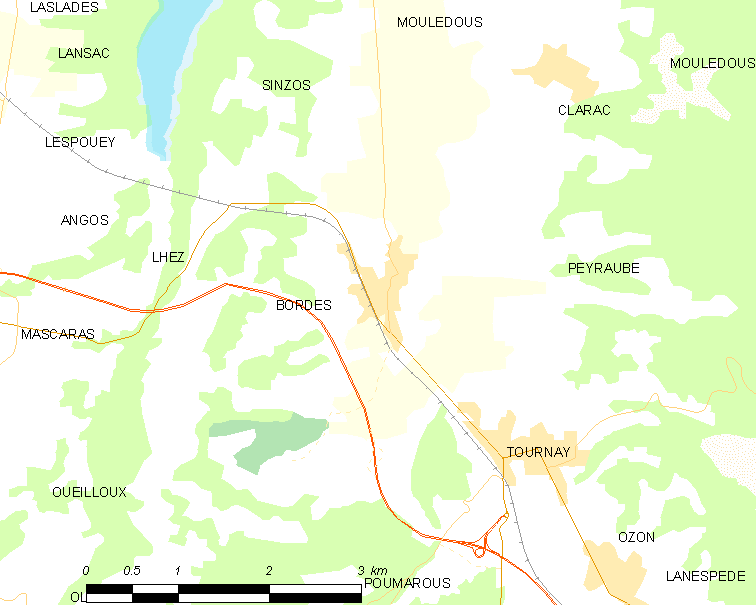
的OSM定位图

博尔德的时区为UTC+01:00、UTC+02:00（夏令时）。

## 行政
博尔德的邮政编码为65190，INSEE市镇编码为65101。

## 政治
博尔德所属的省级选区为阿罗斯河与巴伊斯河谷县。

## 人口

1962-2008年间人口变化图示

博尔德于2022年1月1日时的人口数量为753人。